# Members Only, Vol. 1
Members Only, Vol. 1 — дебютный мини-альбом хип-хоп-коллектива Members Only, который в то время состоял только из XXXTentacion и Ski Mask The Slump God. Мини-альбом был выпущен 20 апреля 2015 года. Этот мини-альбом был очень значимым в карьере обоих исполнителей, поскольку XXXTentacion заявил в своём печально известном интервью No Jumper, что они начали замечать рост их популярности после выхода «Fuxk».

## История
В 2014 году XXXTentacion познакомился со Ski Mask The Slump God во время его первого заключения в тюрьме для несовершеннолетних. Благодаря поддержке Ski Mask, XXXTentacion удалось опубликовать свою первую песню под названием «Vice City» на онлайн-платформе SoundCloud. В то же время, Ski Mask, находясь в группе Very Rare, пригласил XXXTentacion в свою группу, которую Онфрой в дальнейшем покинул. В 2015 году два рэпера создали музыкальный коллектив под названием Members Only, с помощью Wifisfuneral и Craig Xen. Выход мини-альбома положил начало дружбе и на протяжении многих лет они продолжали сотрудничать. В этом проекте двое исполнителей показали их универсальность.

## Список треков
| №                   | Название                                                      | Автор(ы)                | Продюсер              | Длительность |
| ------------------- | ------------------------------------------------------------- | ----------------------- | --------------------- | ------------ |
| 1.                  | «RestInPussy» (xxxtentacion)                                  | Джасей Онфрой           | Willie G              | 2:00         |
| 2.                  | «Amy Winehouse» (xxxtentacion)                                | Onfroy                  | Willie G              | 2:01         |
| 3.                  | «Gxd Damn» (xxxtentacion и $ki Mask "The Slump God")          | Стокелей Гулбурн Онфрой | XXXTentacion          | 2:34         |
| 4.                  | «Freddy Vs Jason» (xxxtentacion and $ki Mask "The Slump God") | Гулбурн Онфрой          | Willie G              | 1:43         |
| 5.                  | «Fuxk» (xxxtentacion and $ki Mask "The Slump God")            | Гулбурн Онфрой          | Willie G XXXTentacion | 2:40         |
| 6.                  | «Planet Drool» ($ki Mask "The Slump God")                     | Гулбурн                 | Willie G XXXTentacion | 1:29         |
| 7.                  | «CallMeRonaldReagan» ($ki Mask "The Slump God")               | Гулбурн                 | Strngr                | 2:15         |
| Общая длительность: | Общая длительность:                                           | Общая длительность:     | Общая длительность:   | 14:42        |

### Комментарии
- «RestInPussy», «Amy Winehouse» и «CallMeRonaldReagan» были удалены вскоре после выхода мини-альбома.
- «Gxd Damn» и «Fuxk» стилизованы под маюскул.
- «RestInPussy» состоит из семпла «Ordinary Vanity» Акира Ямаока[6].
- «Freddy Vs Jason» состоит из семпла «Radiant» Willie G[7].
- «Planet Drool» содержит часть сокращённого куплета XXXTentacion.
- «CallMeRonaldReagan» состоит из семпла «The End Of An Era» by Strngr[8].